# 혹부리고래
혹부리고래 또는 블랑빌부리고래(Mesoplodon densirostris)는 부리고래과 이빨부리고래속에 속하는 고래의 일종이다. 가장 널리 분포하는 이빨부리고래로 아마 가장 많이 언급되는 고래이다. 프랑스 동물학자 앙리 드 블랑빌(Henri Marie Ducrotay de Blainville)이 1817년에 처음 기록했다. 바하마 북동부 지역에서 이 동물들이 특히 잘 문서화되어 있으며, 사진 확인 프로젝트는 2002년 이후 시작되었다.
혹부리고래의 몸은 튼튼하지만, 다른 이빨부리고래속에 비해 측면으로 다소 압축되어 있기도 하다. 수컷들은 매우 독특한 외모를 가지고 있는데, 턱은 다른 종들처럼 부리를 뒤덮지만, 하악골의 시작부분을 향해 뒤덮고 적당히 긴 부리로 비스듬히 내려가는 턱을 가지고 있다. 성체의 경우 치아의 잇몸 윗부분은 성숙기에 이르면 아래턱의 양쪽에서 분출한다. 노출된 치아에 따개비가 붙어 있는 경우가 많다. 혹부리고래가 가진 가장 주목할 만한 특징 중 하나는 아직 측정된 어떤 뼈보다 밀도가 높고 기계적 강성이 높은 골격이다. 하지만 뼈 주변의 지방과 뼈의 취성으로 인해 싸움에 이용될 가능성이 희박하기 때문에 이러한 뼈의 기능은 알려지지 않았다. 반향 위치 측정이나 중심을 잡는 역할을 할 수 있다는 의견이 제기됐지만 충분한 관찰 없이는 이를 확인할 수 없다. 고래의 초음파를 발사하는 기름주머니인 멜론은 납작하고 비교적 작다. 색상은 윗부분은 진한 청회색, 아랫부분은 옅은 회색이며, 머리는 입술과 턱 주위에 옅은 회색으로 갈색을 띠는 음영을 가진다. 피부 변색은 규조류에 의해 야기될 수 있다. 혹부리고래는 아마도 쿠키커터상어에 의해 야기될 수 있는 하얀 타원형의 흉터를 가지고 있을 것이다. 성체는 또한 길고 하얀 '스크래치' 흉터를 가질 수 있다. 수컷은 최소 4.4m(14ft 5인치)와 800kg(1800lb)를 가지는 반면 암컷은 최소 4.6m(15인치)와 1톤(2200파운드)에 이른다. 유체는 태어날 때 길이가 1.9m(6피트 3인치)이고 몸무게는 60kg(130파운드)이다.

## 같이 보기
- 고래류의 종 목록